# Frascati
Frascati es una ciudad de la provincia de Roma, situada en la región del Lacio, en el centro de Italia. Se encuentra a 20 km al sudeste de Roma,  en las Colinas Albanas, cerca de la antigua ciudad de Tusculum.
Frascati es célebre por su vino blanco, el Frascati. También es un importante centro artístico e histórico.

## Historia
El yacimiento arqueológico más importante, que data de los tiempos de la Antigua Roma, durante el periodo republicano tardío, es una villa patricia, que seguramente perteneciera a Lúculo. En el siglo I, el dueño era Gaius Sallustius Crispus Passienus, quien desposó a Agripina, madre de Nerón. Más tarde, sus propiedades fueron confiscadas por la dinastía imperial Flavia (69 - 96). El cónsul Flavio Clemente (Flavius Clemens) vivió en la villa con su esposa Domitilia (Domitilla) durante el mandato de Domiciano.
Según el Liber Pontificalis, en el siglo noveno Frascati era una pequeña aldea, fundada quizá dos siglos antes. Es posible que el nombre de la ciudad provenga de una típica tradición local de recolectar leña ("frasche" en italiano): muchos topónimos de los alrededores hacen referencia a los árboles o la madera. Tras la destrucción de Tusculum en 1191, la población de la ciudad aumentó y el obispado se trasladó de Tusculum a Frascati. El Papa Inocencio III estableció la ciudad como posesión de la basílica de San Juan de Letrán, pero en los siglos siguientes, sus territorios fueron arrasados por frecuentes saqueos que la empobrecieron. Fue la posesión de varias familias baronales, incluyendo a la Familia Colonna, hasta que, en 1460, el Papa Pío III amuralló la ciudad.
A principios del siglo XVI, el Papa Julio II entregó Frascati como posesión feudal al condottiero Marcantonio I Colonna, que se estableció allí en 1508, con su mujer Lucrezia della Rovere (1485-1552), sobrina del Papa Julio II. En 1515, Marcantonio Colonna el "Statuti e Capituli del Castello di Frascati" (Capítulo y Estatuto del Castillo de Frascati), el primer estatuto de la ciudad con normas y medidas a cumplir.
En 1518 se construyó un hospital, nominado San Sebastiano, en recuerdo de la antigua basílica, destruida en el siglo noveno. Tras la muerte del Príncipe Colonna en 1522, Lucrezia della Rovere vendió Frascati a Pier Luís Farnesio, hijo del Papa Pablo III.
El 1 de mayo de 1527, una compañía de lansquenetes (mercenarios alemanes) llegó a las aldeas circundantes, tras haber saqueado Roma. Sin embargo, los soldados tomaron otra dirección en su marcha hacia un nicho consagrado a la Virgen María, salvando esto a la ciudad. Este hecho es conmemorado por una iglesia actualmente conocida como Capocroce.
En 1538, el Papa Pablo III concedió el título de "Civitas" a Frascati, con el nombre de "TUSCULUM NOVUM" (Nueva Tusculum). En 1598 comenzó la construcción de una nueva catedral dedicada a San Pedro.

El 15 de septiembre de 1616, se estableció en la ciudad la primera escuela pública y gratuita de Europa, fundada por San José de Calasanz.

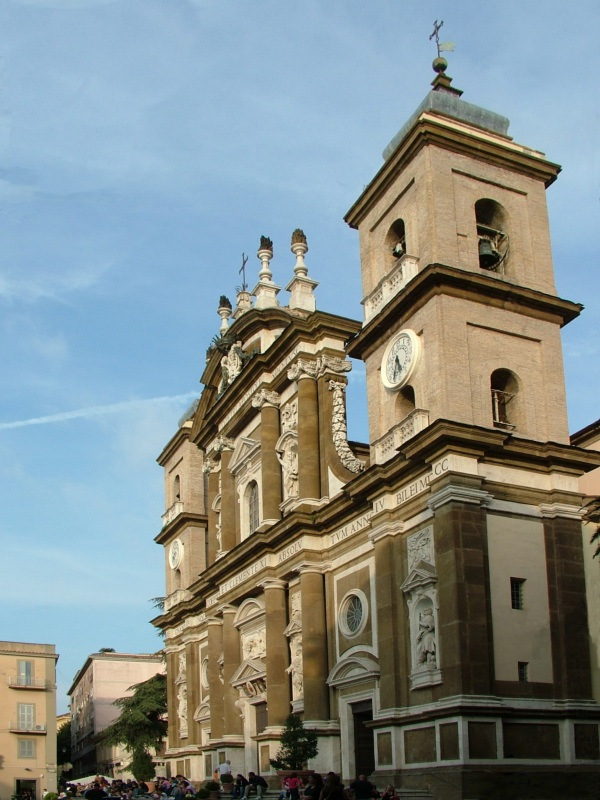
Catedral de San Pedro.

El 18 de junio de 1656, una parte de la escayola de la pared interior de la Iglesia de Santa María en Vivario se desprendió, dejando a la vista un fresco antiguo, con las imágenes de los santos Sebastián y Roque, protector contra la peste. En dicho año hubo una epidemia de peste en Roma (anno dirae luis), de la que Frascati se libró. Así, desde ese año, los dos santos son los santos patrones de la ciudad. Las estatuas de dichos santos se encuentran en la fachada de la catedral.
En 1757, el teatro Valle abrió en el centro de la población. Y, en 1761, el fuerte se transformó en un lujosos palacio bajo el patronazgo del Cardenal Henry Stuart, duque de York.
En 1809, Frascati se anexionó al Imperio francés y fue elegida capital del cantón de Roma.
En el otoño de 1837, una gran epidemia en Roma hizo que unas 5.000 la abandonaran. Frascati fue la única ciudad que les abrió las puertas. Desde entonces, la bandera de Frascati ha sido la misma que la de Roma: amarilla y roja. En 1840, el Cardenal-Obispo Ludovico Micara fundó la "Accademia Tuscolana".
En 1856, la ciudad fue elegida como punto final de la primera línea ferroviaria construida por los Estados de la Iglesia (Vía ferroviaria Roma-Frascati). La última sección de la línea de ferrocarril se inauguró en 1884, 14 años después de la incorporación de la ciudad al nuevo Reino de Italia. El 17 de diciembre de 1901, la electricidad llegó a Frascati gracias a una planta hidroeléctrica en Tívoli.
En 1906, comenzó su servicio la línea de tranvía eléctrico entre Frascati, Roma y Castelli Romani, los cuales se desplazaban usando únicamente las vías dispuestas en las calles, como coches eléctricos interurbanos (tren ligero). En 1954, el autobús reemplaza al tranvía eléctrico. En 1916, la línea de tranvía eléctrico, llamada "Vicinali" (Vía ferroviaria Roma-Fiuggi), fue inaugurada. Conectaba Frascati con Monte Porzio Catone, Monte Compatri y San Cesareo. En 1943, esta línea fue destruida y sustituida por autobuses.
En 1943, durante la Segunda Guerra Mundial, Frascati fue bombardeada de forma grave (bombardeo de Frascati del 8 de septiembre de 1943). Cerca de la mitad de sus edificios, incluyendo varios monumentos, villas y casas, fueron destruidos. Mucha gente murió en dicho ataque aéreo y durante un segundo ataque que tuvo lugar el día de la Batalla de Anzio, el 22 de enero de 1944. La ciudad fue liberada de la ocupación Nazi por la división 85.ª de infantería de los EE. UU., el 4 de junio de 1944.
Entre 1944 y 1945, las ruinas de los edificios se llevaron a un valle, ahora conocido como el "Estadio 8 de septiembre".

## Monumentos principales

### Las Villas Tuscolanas
Frascati es famosa por sus célebres villas de la nobleza del Papado, las cuales fueron construidas a partir del siglo XVI por los Papas, cardenales y nobles de Roma como símbolo de su posición, y eran destinadas a encuentros sociales en lugar de a la agricultura o a la ganadería. La "Ville Pontificie" mantiene una relación muy particular con el paisaje circundante. Las villas se encuentran bien conservadas; los daños que recibieron algunas durante la Segunda Guerra Mundial han sido reparados con los materiales y las técnicas originales.

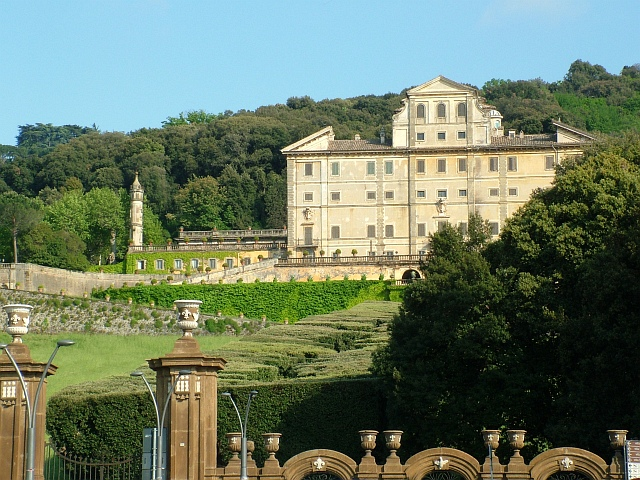
Villa Aldobrandini.

Las villas de Frascati son:
- Villa Aldobrandini
- Villa Parisi
- Villa Falconieri
- Villa Grazioli
- Villa Lancellotti
- Villa Muti
- Villa Rufinella (o Tuscolana)
- Villa Sora
- Villa Torlonia
- Villa Vecchia
- Villa Mondragone
- Villa Sciarra

### Sitios religiosos
- La catedral de la Basílica de San Pedro Apóstol tiene una portada de 1698-1700 (ideada por el arquitecto Gerolamo Fontana), mientras que el interior es del siglo XVI; el proyecto fue encargado a Ottaviano Nonni, que tenía el sobrenombre de El Mascherino. El interior de la catedral, demolido por el bombardeo de 1943, se encuentra vacío. En la cara interior de la fachada se encuentra la lápida del sepulcro de Carlos III de Inglaterra.

- La iglesia del Cristo (siglo XVI-XVII) tiene, en la portada, nichos conteniendo estatuas que se atribuyen a Pietro da Cortona. El interior tiene una falsa cúpula ilusionista y detalles arquitectónicos de Andrea Pozzo.

- El palacio del Obispo, que era la antigua Rocca ("Castillo" en italiano), es una enorme construcción con dos torres de base cuadrada y una circular. Se encuentra flanqueada por la pequeña iglesia de Santa Maria in Vivario, que tiene un campanario de 1305 caracterizado por sus tres hileras de ventanas con triple parteluz.

### Museos
- El Museo arqueológico civil en los Scuderia Aldobrandini ("Establos Aldobrandini"). Exhibe restos arqueológicos de la antigua Tusculum y la zona circundante. Merece la pena destacar los modelos a escala de las villas tuscolanas.

- El Museo etíope del Cardenal Guglielmo Massaia (1809-1889), un misionero cuyos restos fueron incinerados aquí, en el crematorio de los Capuchinos, un "monasterio villa" con una iglesia dedicada a San Francisco de Asís. Estas casas albergan en su interior notables obras de Giulio Romano y Pomarancio.

## Ciudades hermanadas
- Bad Godesberg, Alemania
- Saint-Cloud, Francia
- Kortrijk, Bélgica
- Windsor y Maidenhead, Reino Unido.

Anualmente, jóvenes de las cuatro ciudades arriba mencionadas compiten entre sí en la Competición Deportiva de las Ciudades Hermanadas, siendo el puesto de anfitrión rotado por turnos entre las cinco ciudades. En Frascati, en el parque Tornolia, existen calles que reciben sus nombres de estas ciudades hermanas.

## Evolución demográfica
| Gráfica de evolución demográfica de Frascati entre 1861 y 2011 |
|                                                                |
| Fuente ISTAT - elaboración gráfica de Wikipedia                |

## Miscelánea

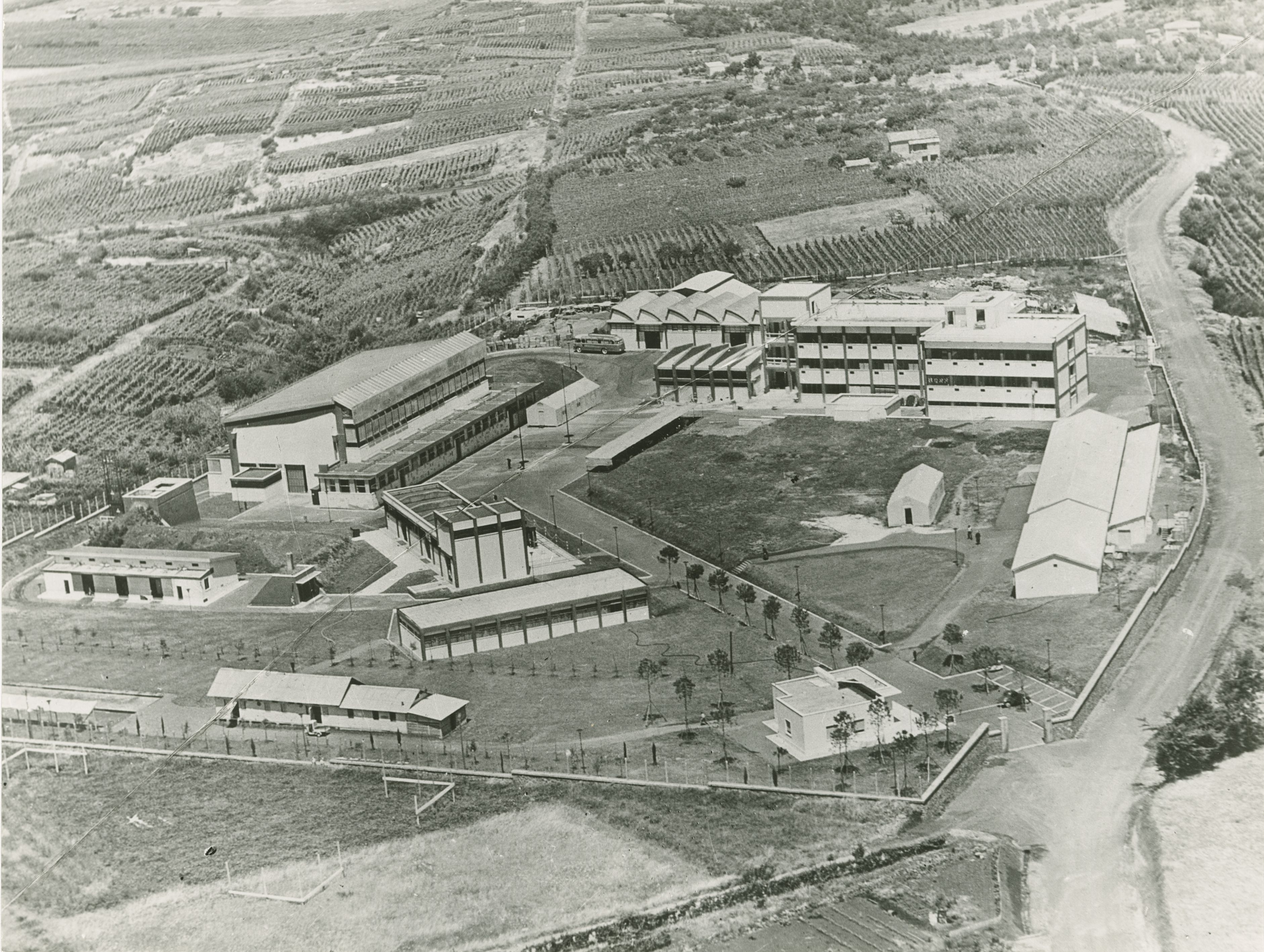
Laboratorio Nacional de Frascati en 1960

- Misiones de la ESA con fines de observación de la Tierra tienen su base en Frascati, en ESRIN. También se encuentra en Frascati el mayor laboratorio de física de partículas del INFN ("Istituto Nazionale di Fisica Nucleare", o Instituto Nacional de la Física Nuclear), llamado Laboratorio Nacional de Frascati. Este laboratorio también alberga instalaciones de investigación de la ENEA ("Ente per le Nuove tecnologie, l'Energia e l'Ambiente", Agencia Nacional de las Nuevas tecnologías, la Energía y el Entorno).

- La zona también sirve de nombre a la denominación de origen del vino Frascati, el conocido vino blanco de la región.

- De Frascati también recibe su nombre la Casa Frescati en Blackrock, cerca de Dublín, que fue la residencia del patriota irlandés Lord Edward FitzGerald.

- El Manual Frascati de la OCDE (Organización para la Cooperación y el Desarrollo Económico), una metodología para investigación estadística, surgió en una convención que tuvo lugar en la Villa Falconieri, en junio de 1963.

- La película de Andrew Blake The Villa (La Villa) está rodada en Frascati.

## Escuelas
Frascati cuenta con numerosas escuelas de secundaria, especializadas en estudios clásicos y científicos, en lenguas extranjeras y ciencias económicas.

## Deportes
En Frascati tienen su sede varios equipos:
- Soccer Lupa official site team "Lupa Frascati" Archivado el 7 de junio de 2010 en Wayback Machine.;
- Rugby official site Rugby team Frascati;
- Fencing official site Fencing team Frascati;
- Volley official site Volley Ball Club team Frascati;
- Basket team Frascati;
- Athletics team Frascati;
- Soccer Gioc official site Soccer Club team Frascati

## Literatura en Frascati
Múltiples novelas (varias de ellas románticas) están ambientadas en Frascati de forma parcial o íntegra. Entre ellas se incluyen:
- La Historia de Bárbara (Barbara's History) (ed. 1864) de Amelia Edwards.
- El improvisador (L'Improvvisatore) (ed. 1835) por Hans Christian Andersen.
- La Daniella (ed. 1857) escrito por George Sand.
- Villa Falconieri (ed. 1896) de Richard Voss.
- Layes de la Antigua Roma (Lays of Ancient Rome) (ed. 1881, Londres) de Thomas Babington Macaulay.
- Childe Harold, por Lord Byron.
- Days near Rome de Augustus Hare.
- Roba di Roma (ed. 1863, Londres) por William Wetmore Story.
- Rome and the Campagna de Burns.
- The Alban Hills and Frascati (ed. 1878, Roma), escrito por Clara Louisa Wells.
- New Tales of Old Rome (ed. 1901), de Rodolfo Amadeo Lanciani.
- "Initiation", (Ed. 1914), de Robert Hugh Benson